# Josef Batthyány

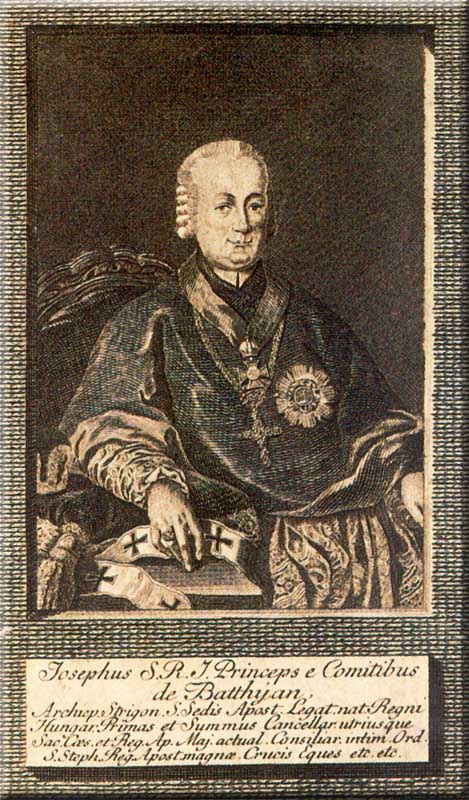
Joseph Kardinal Batthyány auf einem zeitgenössischen Stich

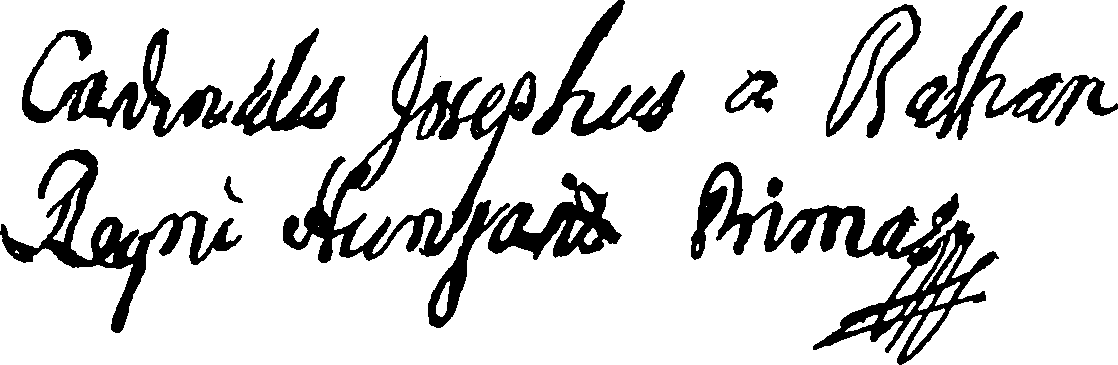
Signatur

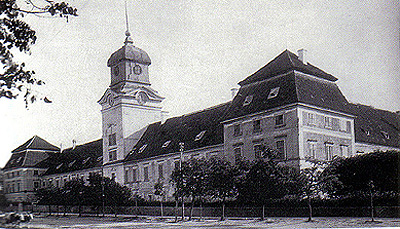
Auf Schloss Rechnitz hielt sich die Familie Josefs während seiner Kindheit regelmäßig auf

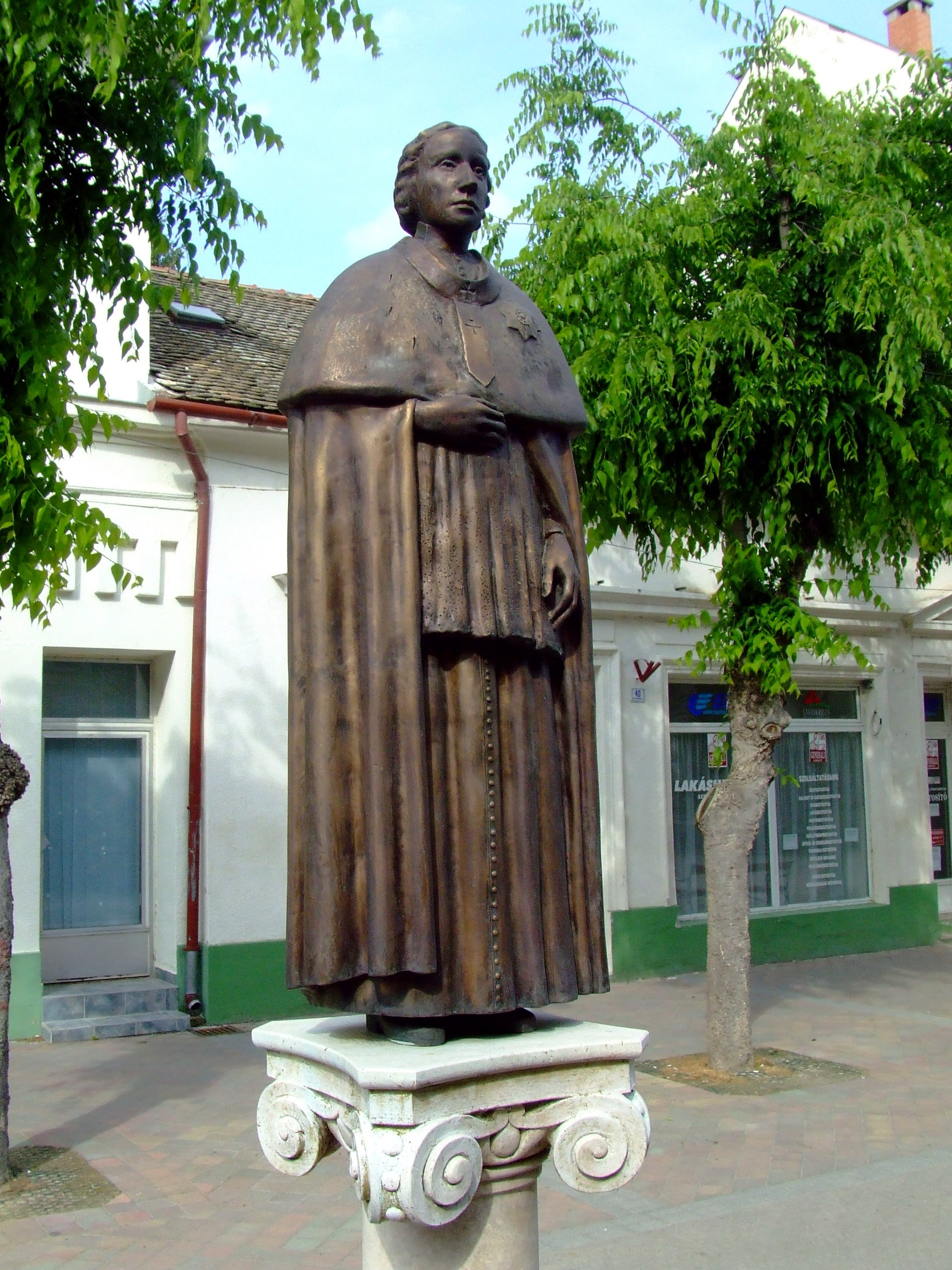
Statue von Erzbischof Joseph Batthyány (1727–1799) in Kalocsa (Gabor Sejkov 2000)

Josef Batthyány (ungarisch Batthyány József; * 30. Januar 1727 in Wien; † 23. Oktober 1799 in Preßburg, heute Bratislava), mit vollem Namen Josef Felix Johann Nepomuk Adam Graf von Batthyány de Németújvár, war ein ungarischer Adliger, Mäzen und hoher geistlicher Würdenträger aus der Familie Batthyány, in deren Stammbaum er als Josef II. geführt wird. Er war Erzbischof von Gran, Kardinal und Fürstprimas von Ungarn, und krönte als solcher sowohl Leopold II., als auch dessen Sohn und Nachfolger Franz II. zum Apostolischen König von Ungarn. Der Kardinal war einer der persönlichen Berater von Maria Theresias. und galt er als Vermittler und Aussöhner innerhalb des Königreiches Ungarn.

## Herkunft und Familie
Josef Batthyány entstammte dem alten und weit verzweigten ungarischen Magnatengeschlecht Batthyány, das als Grafen und später Fürsten zu den bedeutendsten Adelsfamilien der Habsburgermonarchie gehörte. Als zweitältester Sohn des ungarischen Hofkanzlers und Palatins Ludwig I. Ernst Graf Batthyány (1696–1765) und dessen Ehefrau Therese, geb. Gräfin Kinsky (1700–1775) entstammte er der älteren, sogenannten Christoph-Linie der Familie bestehend aus den Nachkommen seines Urgroßvaters Christoph II. Batthyány (1637–1687). Seine Großeltern väterlicherseits waren Adam II. Graf Batthyány (1662–1703) und Eleonore, geb. Gräfin Strattmann (1672–1741), mütterlicherseits Wenzel Norbert Octavian Graf Kinsky (1642–1719) und Maria Anna Theresia, geb. Gräfin Nesselrode.
Sein Vater und dessen Bruder Karl I. Josef bekleideten höchste Hof- und Staatsämter unter Maria Theresia. Letzterer wurde in Anerkennung für seine Leistungen als General, Feldmarschall, Obersthofmeisters und Erzieher des späteren Kaisers Joseph II. 1763/64 in den Fürstenstand erhoben. Josef war der Bruder des zweiten Fürsten Batthyány-Strattmann, Adam IV. Wenzel, und des Grundherren und Unternehmers Theodor I. Graf Batthyány.

## Leben und Wirken

### Jugend und Ausbildung
Der spätere Kardinal und Fürstprimas wurde als drittes Kind seiner Eltern in Wien geboren, wo die Familie ein von Johann Bernhard Fischer von Erlach im Auftrag von Josefs Großvater Adam II. errichtetes Barockpalais bewohnte – das heutige Palais Schönborn-Batthyány. Die Familie verbrachte auch regelmäßig Zeit auf ihren ungarischen Gütern, vor allem auf Schloss Rechnitz und auf Schloss Körmend, das der Hauptsitz seines Vaters war, und das sich später zum Zentrum der fürstlichen Linie der Familie entwickeln sollte. Als Kinder des einflussreichen ungarischen Hofkanzlers und Palatins Maria Theresias genossen Josef und seine Geschwister eine der Zeit entsprechende standesgemäße Ausbildung. Im ca. 11 km nordwestlich von Rechnitz gelegenen Güns besuchte er die Elementarschule und das Gymnasium, danach studierte an der Universität Tyrnau Theologie und Philosophie. Seinen ursprünglichen Plan in Rom zu studieren, gab er auf Drängen seiner Mutter, die ihn in ihrer Nähe haben wollte, auf.
Zahlreiche Reisen in seinen jungen Jahren führten ihn nicht nur in andere Regionen des Königreiches Ungarn (etwa Siebenbürgen) und die österreichischen Erblande, sondern auch in einige deutsche und italienische Staaten und das Königreich Frankreich. Dort kam er auch näher in Kontakt mit den Lehren von Voltaire, Rousseau und der Enzyklopädisten. Obwohl er deren Gedankengut als Glaubenslosigkeit empfand, entwickelte er aber nicht nur eine Abneigung gegen die Aufklärung, sondern auch gegen die französische Aristokratie. Deren aufeinanderprallende, unterschiedliche Ideologien sah er als Vorzeichen der späteren Revolution.

### Klerikale Laufbahn
Nachdem er am 29. Juni 1751 in Esztergom die Priesterweihe empfangen hatte, wurde er 1752 erst zum Domherren zu Esztergom-Gran ernannt, dann auch zum Oberdechanten von Bars, und anschließend zum infulierten Propst von Rátót. 1753 wurde er Probst des Kollegiatstifts zu Steinamanger und 1755 Probst des Kollegiatkapitels zum hl. Martin in Preßburg. Als Archidiakon des Komitates Eisenburg unterstand er dem Raaber Bischof Franz Zichy, in dessen Vertretung er auf Anordnung Maria Theresias 1753 in allen kirchlichen Einrichtungen im Komitat Vas eine Visitation vornahm. Bei diesen versuchte auch die Lebensumstände der einfachen Bevölkerung kennenzulernen, die ihren jeweiligen Grundherren – zu denen auch einige Mitglieder seiner Familie gehörten – unterstellten waren.
Am 13. Juli 1759 wurde er zum Bischof von Siebenbürgen bestellt. Die Bischofsweihe spendete ihm am 2. Dezember 1759 der Erzbischof von Wien, Christoph Anton von Migazzi, unter Mitkonsekration des Wiener Weihbischofs Franz Xaver Anton Marxer. Von Maria Theresia wurde er am 22. Mai 1760 wurde zum Erzbischof von Kalocsa ernannt, und am 15. Dezember von Papst Pius VI. in diesem Amt bestätigt. Am 20. Mai 1776 folgte die Ernennung zum Erzbischof von Gran sowie zum Fürstprimas von Ungarn. Am 1. Juni 1778 wurde er vom Papst zum Kardinalpriester mit der römischen Titelkirche San Bartolomeo all’Isola erhoben. Den Kardinalshut bekam er am 19. April 1782 bei einem Konsistorium während des Papstbesuches in Wien verliehen.

### Politischer Einfluss
Kardinal Batthyány war einer der persönlichen Berater von Maria Theresia und ihres Schwiegersohnes, des Statthalters von Ungarn, Albert von Sachsen-Teschen, und wurde auch von Kaiser Joseph II. hochgeschätzt. Auch in der breiten Öffentlichkeit galt Batthyány bereits Zeit seines Lebens als geschätzter und geachteter Kirchenmann. Seine Zeitgenossen betrachteten ihn als ein Orakel seiner Zeit, und als Persönlichkeit, die auch in den schwierigsten Lagen des Vaterlandes als „Dionysius im ungarischen Areopag“ stets um Ausgleich bemüht war. Er galt als und tätigster Vermittler, Aussöhner und Förderer innerhalb des Königreiches Ungarn.
Am 15. November 1790 krönte er in Preßburg Kaiser Leopold II. und am 6. Juni 1792 Kaiser Franz II. in Ofen zu Apostolischen Königen von Ungarn.

### Mäzenatentum

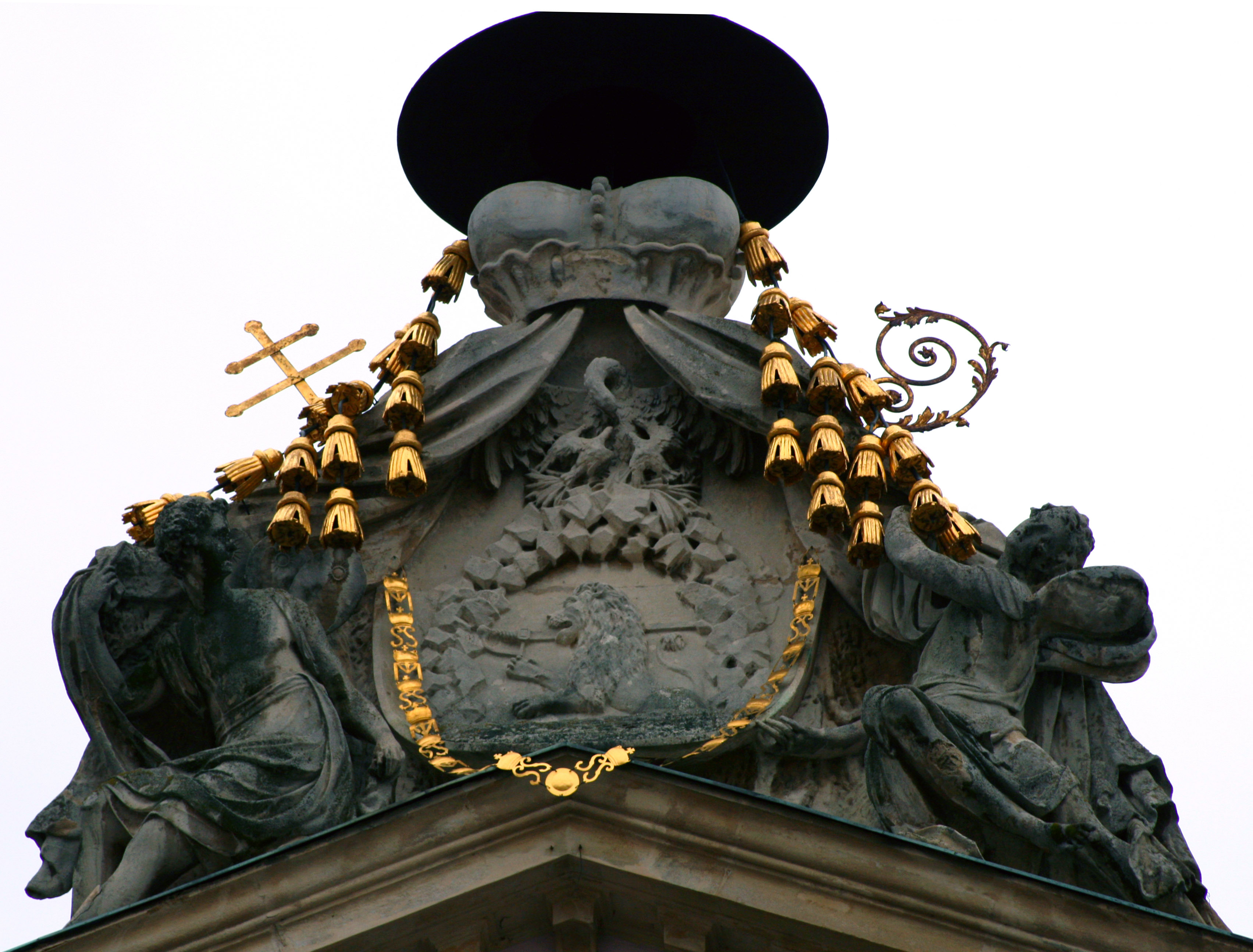
Das Wappen des Kardinals bekrönt den Giebel des auf seine Initiative hin errichteten Primatialpalais Bratislavas

Der Bau des Primatialpalastes zu Preßburg (1780/81) entstand auf seine Initiative. Dafür wandte er die enorme Summe von 400 000 Gulden auf. Als begeisterter Kunst- und Büchersammler vergrößerte er den Bücherbestand der Bibliothek des Erzbistums durch nennenswerte eigene Schenkungen. Von der Witwe des evangelisch-lutherischen Preßburger Predigers Matthias Bel kaufte er die bis heute nicht veröffentlichten Handschriften und Skizzen zu Notitia Hungariae… für die beachtliche Summe von 1187 Gulden.
Batthyány sorgte auch für die Verbreitung des Unterrichtes in Preßburg sowie anderen Städten Altungarns. Gleichfalls sorgte und förderte er die Armeninstitute, ebenso unterstützte er die aus Frankreich im Zuge der Revolution vertriebenen Bischöfe. Als Erzbischof residierte er im Primatialpalais in Preßburg, dem heutigen Bratislava.
Batthyány starb am 23. Oktober 1799 in Preßburg und wurde in der Bischofsgruft des Martindoms in Preßburg beigesetzt. Sein Herz wurde in der Batthyány-Familiengruft in Güssing bestattet.

## Werke
- Panegyricus divo Ladislao regi Hungariae apostolico dictus… Wien 1746.
- Carmen dno Luvovico e comitibus de Batthyán, regni Hungariae palatino. Preßburg 1751.
- Exercitatio academica de conciliis altero juris eclesiastici fonte… Wien 1757.
- Sermo dum pallium archiepiscopale suscepit… Tyrnau 1776.
- Kanzelrede… Preßburg 1783.
- Hirtenbrief… ohne Ortsangabe, 1787.
- Dictio in sessione dietali 5. martii 1791. Pozioni (auch in Deutsch und Ungarisch).
- Parlamentsreden… Pesth 1795.

## Auszeichnungen
- Großkreuz des ungarischen Stephanordens